# Циканов, Мухамед Мухадинович
Циканов Мухамед Мухадинович (карач.-балк. Циканланы Мухадинни жашы Мухамед; род. 6 апреля 1955, Алма-Ата) — российский экономист, государственный деятель, действительный государственный советник Российской Федерации 2 класса, доктор экономических наук (1991), профессор, бизнесмен.

## Биография
Родился 6 апреля 1955 года в Алма-Ате. По национальности балкарец. Окончил экономический факультет Киргизского государственного университета и инженерный поток ВМК МГУ им. Ломоносова. 

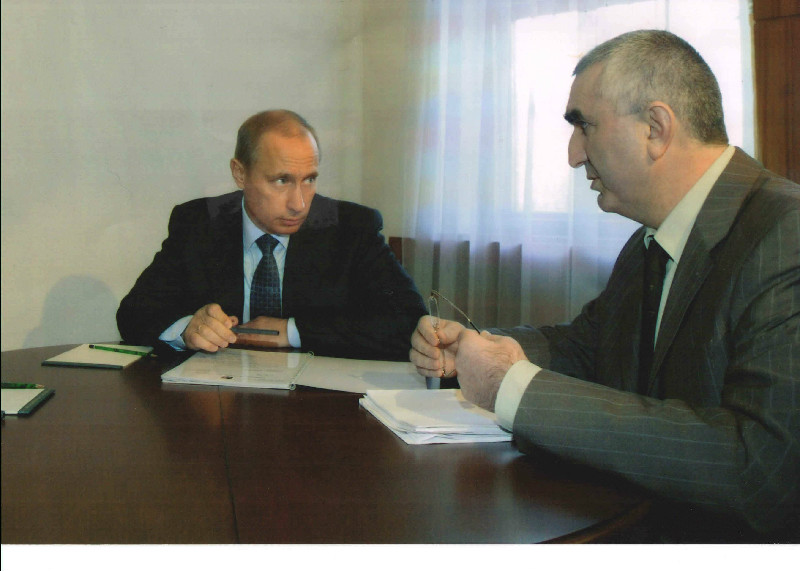
С президентом РФ В. В. Путиным

### Научная деятельность
- 1977—1978: Институт экономики Академии наук Киргизской ССР, младший научный сотрудник[4].
- 1978—1980: Центральный экономико-математический институт АН СССР, стажер-исследователь;
- 1980: Институт экономики Академии наук СССР, младший научный сотрудник[5];
- 1980—1983: ЦЭМИ АН СССР, аспирант; защитил кандидатскую диссертацию;
- 1984—1984: Высокогорный геофизический институт, младший научный сотрудник;
- 1984—1988: Кабардино-Балкарский аграрный институт, доцент кафедры экономики;
- 1988—1992: Всесоюзный институт системных исследований АН СССР, докторант; там же защитил докторскую диссертацию.
- 1992—1993: Кабардино-Балкарский институт, доцент, заведующий кафедрой управления и права;
- 2010 — 2012: Профессор Высшей Школы Экономики[6][7][8][9].

Около 50 научных работ, в частности один из авторов монографии «Путь в XXI век: Стратегические проблемы и перспективы российской экономики» , а также был членом главной редакционной коллегии национального атласа России.

### Государственная деятельность
- 05.1993—01.1997: Кабардино-Балкарская Республика, министр экономики[13]; разработал программу развития КБР, которая базировалась на развитии горно-рекреационного комплекса. Автор программы свободной экономической зоны КБР[14]. Им была разработана программа реабилитации балкарского народа; также один из авторов речи Ельцина, когда были принесены извинения перед балкарским народом за депортацию в 1944 году.
- 08.1997—07.2000: заместитель министра экономики России[15]. Участвовал в открытии первой Российской полярной станции СП-32.
- 08.2000—05.2004: заместитель министра экономического развития и торговли России[13]. В Министерстве курировал вопросы регионального развития, недропользования и экологии.
- В 2004 году, по собственной инициативе, ушел с государственной службы.

Сотрудничал с Гайдаром Е. Т., Чубайсом А. Б., Ясиным Е. Г., Уринсоном Я. М., Грефом Г. О. и другими. Принимал активное участие в работе Правительства Российской Федерации, в реформировании российской экономики. Разработчик региональной геостратегической политики России, в частности, программ развития регионов. Автор концепции и руководитель разработки Лесного и Водного кодексов страны, закона «О недрах», а также нормативных документов по экологии. Один из инициаторов и ответственных по ратификации киотского протокола в России.

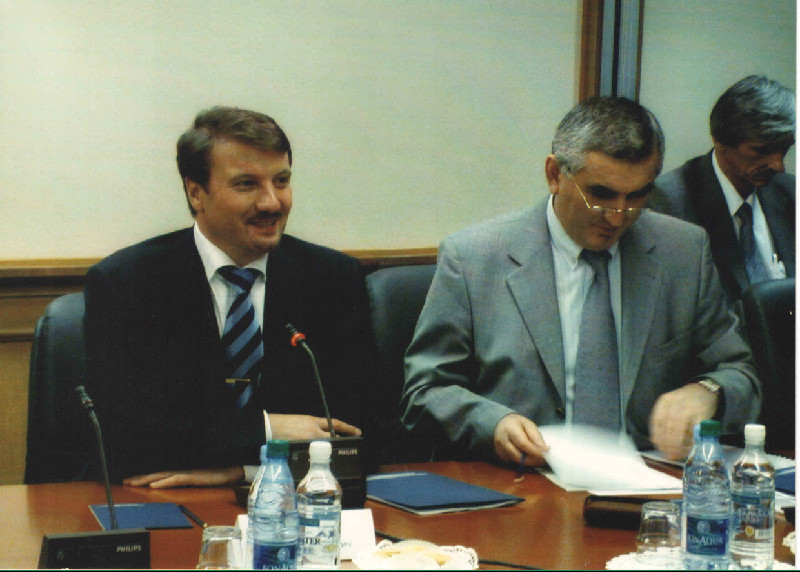
С Германом Грефом

 Был одним из руководителей группы подготовки саммита от России по устойчивому развитию в Йоханесбурге в 2002 году. 

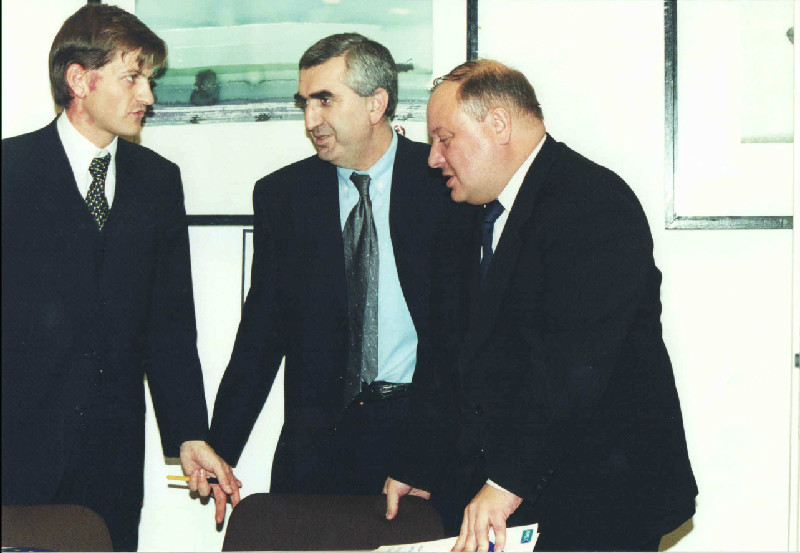
С Егором Гайдаром

### Управленческая деятельность
- 06.2004 — 08.2005: старший вице-президент компании ООО «ЮКОС-МОСКВА»[21]
- 09.2005 — 10.2007: генеральный директор ОАО «Эльгауголь»[22]
- 10.2007 — 01.2008: и. о. генерального директора ОАО ХК «Якутуголь»
- 01.2008 — 02.2012: старший вице-президент одной из крупнейших горно-добывающих компаний Европы — ОАО «Мечел»[23][24][25]
- 2012 — 2016 генеральный директор ООО РСП-М[26]

## Личная жизнь
Женат. Имеет 4 дочерей и 1 сына.
Отец — Циканов Мухадин Мамсурович — общественный и религиозный деятель Кабардино-Балкарской Республики.